# Acàcia de fusta negra

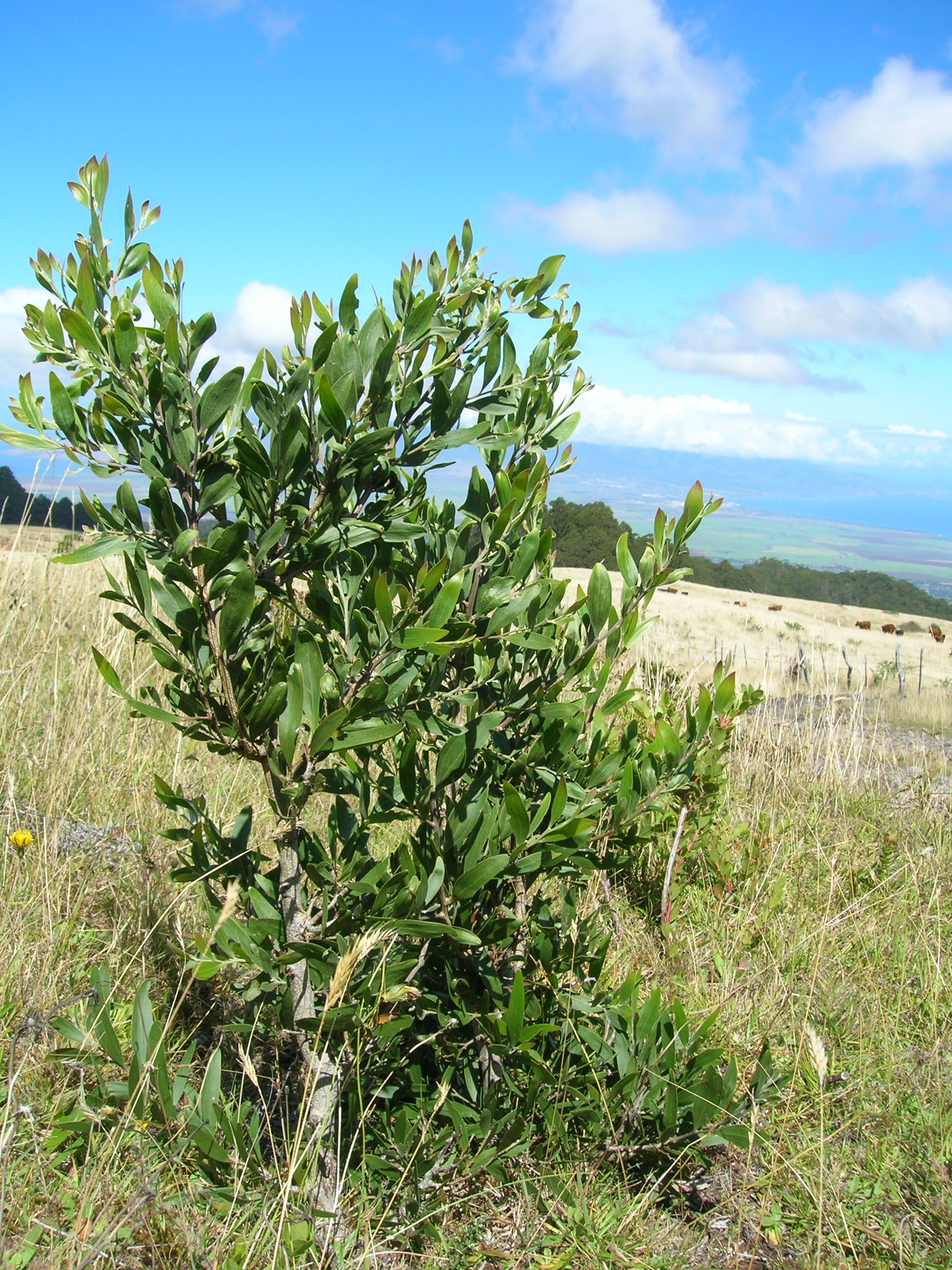
Vista de l'arbre

L'acàcia de fusta negra (Acacia melanoxylon) és una espècie nativa de l'est d'Austràlia. Aquest arbre creix ràpid i alt, a més de 45 m. Té una àmplia tolerància enfront d'una gran diversitat d'ambients, però prospera millor a climes freds.
A molts països pot transformar-se en una espècie invasora. El seu control a camps naturals i cultivats ocasiona alts costs. No obstant, el seu valor com a fusta i com a cultiu precedent en una seqüència de futures plantacions d'arbres natius, ha donat resultats econòmics positius.

Arreu del territori espanyol està catalogada com a espècie exòtica invasora. Entre altres, això implica que està prohibit comercialitzar-la i introduir-la al medi natural. Tampoc es poden reintroduir exemplars que hagin estat extrets de la natura.

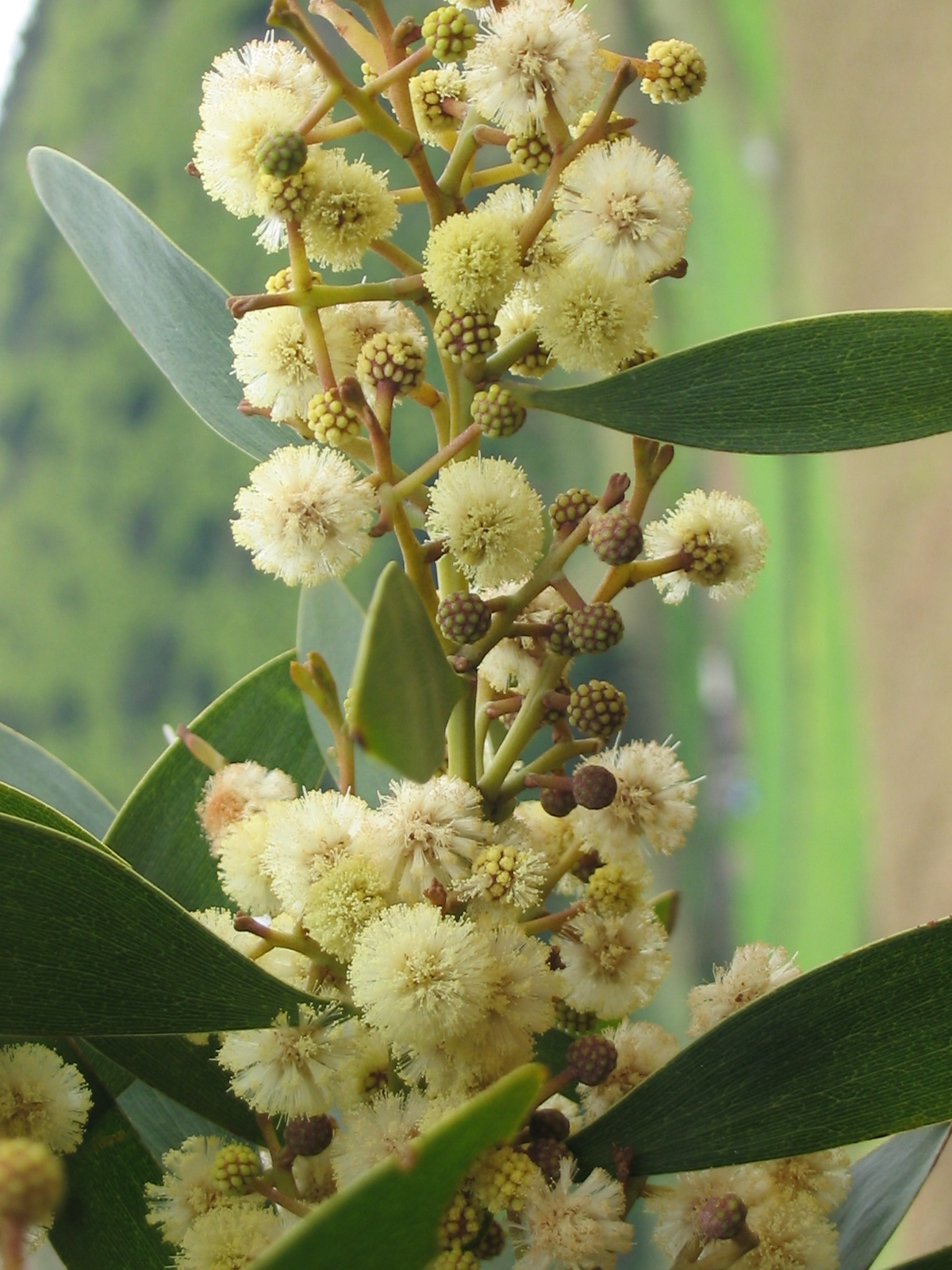
Flors

## Descripció
Glabre, perennifoli de 8 a 15 (fins a 45) m d'alçada; fust recte, copa densa i piramidal a cilíndrica, a vegades amb poques branques molt pesants. Té un sistema radicular extens, dens, amb arrels fortes superficials. Les fulles són bipinnades a les plantes o branques joves. Les plantes adultes, en canvi, reemplacen les fulles per fil·lodis. Els fil·lodis mesuren de 7 a 10 cm de llargada, de color grisenc a verd negrós, rectes i suaument corbs, amb de 3 a 7 venes prominents longitudinals i fines venes entre ells. Les flors són de color groc pàl·lid. Es disposen en capítols globulars. Els fruits són beines de color marró vermellós, retorçades, més estretes que els fil·lodis. Les llavors són aplanades, arrodonides, negres, de 2 a 3 mm de longitud.

## Reproducció
Amb relació a la dispersió de les seves llavors, té uns fils vermell rosats al voltant de les llavors, que atrauen ocells per a la dispersió d'aquestes. Quan les aus dels països que allotgen s'adapten a menjar-les, llavors les llavors es dispersen àmpliament, com a passat a Sud-àfrica. Si no existeixen els frugívors llavors s'emmagatzemen al sòl. Els bancs de llavors es mantenen viables per molts anys. Les llavors germinen fàcilment quan es col·loquen en aigua molt calenta per una nit, o quan el banc de llavors al sòl s'exposa al Sol, o després d'un incendi. Acacia melanoxylon es reprodueix prolíficament després del foc.
Les llavors poden dispersar-se pels següents mètodes:
- Digestió/excreció: aus i primats.
- Per motius ornamentals: hivernacles, paisatgisme, distribuïdors de llavors d'arbres.
- Residus de jardineria.
- Rodats de vehicles.
- Corrents d'aigua: tot el que flota.[4]
- Vent.

Es pot multiplicar vegetativament.

## Usos
Els aborígens australians l'utilitzaven com a analgèsic.
La fusta és molt bona per a molts usos, incloent-hi mobles, eines, bots i barrils de fusta. És considerada de la mateixa qualitat que la fusta de noguera i és molt adequada per a donar forma amb vapor d'aigua. La seva escorça té un contingut en tanins d'aproximadament el 20%.

## Taxonomia
Acacia melanoxylon va ser descrita per Robert Brown i publicada a Hortus Kewensis; or, a Catalogue of the Plants Cultivated in the Royal Botanic Garden at Kew. London (2nd ed.) 5: 462. 1813.

### Etimologia
- Acacia: nom genèric derivat del grec ακακία (akakia), que va ser atorgat pel botànic grec Pedanius Dioscorides (A.C. 90-40) per l'arbre medicinal A. nilotica al seu llibre De Materia Medica.[6] El nom deriva de la paraula grega ακις (akis, "espines").[7]
- melanoxylon: epítet llatí que significa "amb fusta negra".[8]

#### Sinonímia
- Racosperma melanoxylon (R.Br.) C.Mart.
- Racosperma melanoxylon (R. Br.) Pedley
- Mimosa melanoxylon (R.Br.) Poir.
- Acacia melanoxylum R. Br.
- Acacia arcuata Spreng.
- Acacia melanoxylon var. arcuata (Spreng.) Ser.
- Acacia melanoxylon var. obtusifolia Ser.[9]